# Campionato europeo maschile di pallamano 2006
Il Campionato europeo maschile di pallamano 2006 è stata la 7ª edizione del torneo organizzato dalla European Handball Federation, valido anche come qualificazione al Mondiale 2007. Il torneo si è svolto dal 26 gennaio al 5 febbraio 2006 in Svizzera. Il torneo ha visto l'affermazione della Francia per la prima volta nella sua storia.
Gli incontri si disputarono in 5 stadi: il Kreuzbleichhalle di San Gallo, il St. Jakobshalle di Basilea, il Sursee Stadthalle di Sursee, il Wankdorfhalle di Berna e l'Hallenstadion di Zurigo.

## Impianti
| | |                                                                                           |                                                                                      |                                                                                             |
| | |                                                                                           |                                                                                      |                                                                                             |
| Kreuzbleichhalle Città: San Gallo Capienza: 4.000 Anno d'apertura: Gare disputate: Girone A e Gruppo II | St. Jakobshalle Città: Basilea Capienza: 9.000 Anno d'apertura: Gare disputate: Girone B e Gruppo I | Sursee Stadthalle Città: Sursee Capienza: 3.500 Anno d'apertura: Gare disputate: Girone C | Wankdorfhalle Città: Berna Capienza: 3.100 Anno d'apertura: Gare disputate: Girone D | Hallenstadion Città: Zurigo Capienza: 13.000 Anno d'apertura: Gare disputate: Girone finale |

## Qualificazioni

### Squadre qualificate
| Nazione             | Qualificata come                         | Data di qualificazione | Precedenti partecipazioni1             |
| ------------------- | ---------------------------------------- | ---------------------- | -------------------------------------- |
| Svizzera            | Nazione organizzatrice                   | 2002                   | 1 (2004)                               |
| Germania            | Campione in carica                       | 3 febbraio 2004        | 5 (1994, 1996, 1998, 2000, 2002, 2004) |
| Slovenia            | Vice-campione in carica                  | 3 febbraio 2004        | 5 (1994, 1996, 2000, 2002, 2004)       |
| Danimarca           | Terzo classificato nell'ultima edizione  | 3 febbraio 2004        | 5 (1994, 1996, 2000, 2002, 2004)       |
| Croazia             | Quarto classificato nell'ultima edizione | 3 febbraio 2004        | 6 (1994, 1996, 1998, 2000, 2002, 2004) |
| Russia              | Quinto classificato nell'ultima edizione | 1 febbraio 2004        | 6 (1994, 1996, 1998, 2000, 2002, 2004) |
| Spagna              | Vincente play-off qualificatori          | 12 giugno 2005         | 6 (1994, 1996, 1998, 2000, 2002, 2004) |
| Francia             | Vincente play-off qualificatori          | 11 giugno 2005         | 6 (1994, 1996, 1998, 2000, 2002, 2004) |
| Ungheria            | Vincente play-off qualificatori          | 12 giugno 2005         | 4 (1994, 1996, 1998, 2004)             |
| Islanda             | Vincente play-off qualificatori          | 12 giugno 2005         | 3 (2000, 2002, 2004)                   |
| Norvegia            | Vincente play-off qualificatori          | 11 giugno 2005         | 1 (2000)                               |
| Polonia             | Vincente play-off qualificatori          | 12 giugno 2005         | 2 (2002, 2004)                         |
| Portogallo          | Vincente play-off qualificatori          | 12 giugno 2005         | 4 (1994, 2000, 2002, 2004)             |
| Serbia e Montenegro | Vincente play-off qualificatori          | 12 giugno 2005         | 4 (1996, 1998, 2002, 2004)             |
| Slovacchia          | Vincente play-off qualificatori          | 11 giugno 2005         | 0 (debutto)                            |
| Ucraina             | Vincente play-off qualificatori          | 11 giugno 2005         | 3 (2000, 2002, 2004)                   |

1 Il grassetto indica la vittoria del torneo.

## Sorteggio
Il sorteggio dei gironi si è svolto il 13 giugno 2005 a Zurigo.
| Urna 1                                    | Urna 2                                     | Urna 3                                                 | Urna 4                                     |
| ----------------------------------------- | ------------------------------------------ | ------------------------------------------------------ | ------------------------------------------ |
| - Polonia - Ucraina - Slovenia - Svizzera | - Spagna - Germania - Francia - Slovacchia | - Islanda - Serbia e Montenegro - Ungheria - Danimarca | - Croazia - Portogallo - Russia - Norvegia |

## Regolamento
Le 16 squadre partecipanti sono state divise in quattro gruppi di 4. Le prime tre classificate si sono qualificate per la seconda fase.

Le 12 squadre qualificate alla seconda fase sono state divise in due gruppi di 6, conservando i risultati degli scontri diretti della prima fase. Le prime due di ogni girone si sono qualificate per le semifinali.

Le prime tre squadre della classifica finale si sono qualificate per il Mondiale 2007; Germania e Spagna erano già qualificate rispettivamente come paese organizzatore e come campione del mondo in carica.

## Prima fase

### Gruppo A (San Gallo
| Squadra  | G | V | N | P | GF | GS | DR  | Punti |
| -------- | - | - | - | - | -- | -- | --- | ----- |
| Slovenia | 3 | 3 | 0 | 0 | 95 | 85 | +10 | 6     |
| Polonia  | 3 | 1 | 1 | 1 | 93 | 88 | +5  | 3     |
| Ucraina  | 3 | 1 | 0 | 2 | 92 | 86 | +6  | 2     |
| Svizzera | 3 | 0 | 1 | 2 | 86 | 97 | -11 | 1     |

| San Gallo 26 gennaio 2006, ore 17:30 UTC+1 | Polonia | 33 – 24 (19-13) | Ucraina | Kreuzbleichhalle (3500 spett.) |

| San Gallo 26 gennaio 2006, ore 20:15 UTC+1 | Slovenia | 29 – 25 (16-13) | Svizzera | Kreuzbleichhalle (3500 spett.) |

| San Gallo 28 gennaio 2006, ore 16:15 UTC+1 | Svizzera | 31 – 31 (16-17) | Polonia | Kreuzbleichhalle (3500 spett.) |

| San Gallo 28 gennaio 2006, ore 18:30 UTC+1 | Ucraina | 31 – 33 (17-16) | Slovenia | Kreuzbleichhalle (2800 spett.) |

| San Gallo 29 gennaio 2006, ore 14:00 UTC+1 | Slovenia | 33 – 29 (16-10) | Polonia | Kreuzbleichhalle (2800 spett.) |

| San Gallo 29 gennaio 2006, ore 16:15 UTC+1 | Svizzera | 30 – 37 (14-21) | Ucraina | Kreuzbleichhalle (3500 spett.) |

### Gruppo B (Basilea)
| Squadra    | G | V | N | P | GF | GS  | DR  | Punti |
| ---------- | - | - | - | - | -- | --- | --- | ----- |
| Spagna     | 3 | 2 | 1 | 0 | 94 | 82  | +12 | 5     |
| Francia    | 3 | 2 | 0 | 1 | 88 | 75  | +13 | 4     |
| Germania   | 3 | 1 | 1 | 1 | 87 | 84  | +3  | 3     |
| Slovacchia | 3 | 0 | 1 | 3 | 72 | 100 | -28 | 0     |

| Basilea 26 gennaio 2006, ore 15:45 UTC+1 | Germania | 31 – 31 (16-15) | Spagna | St. Jakobshalle (5900 spett.) |

| Basilea 26 gennaio 2006, ore 18:00 UTC+1 | Francia | 35 – 21 (19-9) | Slovacchia | St. Jakobshalle (4800 spett.) |

| Basilea 28 gennaio 2006, ore 14:00 UTC+1 | Slovacchia | 26 – 31 (15-18) | Germania | St. Jakobshalle (6300 spett.) |

| Basilea 28 gennaio 2006, ore 16:15 UTC+1 | Spagna | 29 – 26 (17-9) | Francia | St. Jakobshalle (5900 spett.) |

| Basilea 29 gennaio 2006, ore 15:15 UTC+1 | Germania | 25 – 27 (11-13) | Francia | St. Jakobshalle (6600 spett.) |

| Basilea 29 gennaio 2006, ore 15:15 UTC+1 | Spagna | 34 – 25 (15-10) | Slovacchia | St. Jakobshalle (5500 spett.) |

### Gruppo C (Sursee)
| Squadra             | G | Vexo Desportivo de Almada | N | P | GF | GS | DR | Punti |
| ------------------- | - | ------------------------- | - | - | -- | -- | -- | ----- |
| Danimarca           | 3 | 2                         | 1 | 0 | 90 | 82 | +8 | 5     |
| Islanda             | 3 | 1                         | 1 | 1 | 95 | 94 | +1 | 3     |
| Serbia e Montenegro | 3 | 1                         | 0 | 2 | 89 | 93 | -4 | 2     |
| Ungheria            | 3 | 01                        | 0 | 2 | 84 | 89 | -5 | 2     |

| Sursee 26 gennaio 2006, ore 18:00 UTC+1 | Serbia e Montenegro | 31 – 36 (11-16) | Islanda | Sursee Stadthalle (2500 spett.) |

| Sursee 26 gennaio 2006, ore 20:15 UTC+1 | Danimarca | 29 – 25 (12-8) | Ungheria | Sursee Stadthalle (2500 spett.) |

| Sursee 27 gennaio 2006, ore 18:00 UTC+1 | Ungheria | 24 – 29 (12-13) | Serbia e Montenegro | Sursee Stadthalle (2500 spett.) |

| Sursee 27 gennaio 2006, ore 20:15 UTC+1 | Islanda | 28 – 28 (15-14) | Danimarca | Sursee Stadthalle (2500 spett.) |

| Sursee 29 gennaio 2006, ore 18:00 UTC+1 | Ungheria | 35 – 31 (16-14) | Islanda | Sursee Stadthalle (2500 spett.) |

| Sursee 29 gennaio 2006, ore 20:15 UTC+1 | Danimarca | 33 – 29 (19-12) | Serbia e Montenegro | Sursee Stadthalle (2500 spett.) |

### Gruppo D (Berna)
| Squadra    | G | V | N | P | GF | GS | DR  | Punti |
| ---------- | - | - | - | - | -- | -- | --- | ----- |
| Russia     | 3 | 3 | 0 | 0 | 89 | 82 | +7  | 6     |
| Croazia    | 3 | 2 | 0 | 1 | 85 | 79 | +6  | 4     |
| Norvegia   | 3 | 1 | 0 | 2 | 86 | 83 | +3  | 2     |
| Portogallo | 3 | 0 | 0 | 3 | 80 | 96 | -16 | 0     |

| Berna 26 gennaio 2006, ore 17:00 UTC+1 | Croazia | 24 – 21 (11-11) | Portogallo | Wankdorfhalle (2000 spett.) |

| Berna 26 gennaio 2006, ore 19:10 UTC+1 | Russia | 24 – 21 (12-10) | Norvegia | Wankdorfhalle (2000 spett.) |

| Berna 27 gennaio 2006, ore 18:00 UTC+1 | Portogallo | 32 – 35 (12-18) | Russia | Wankdorfhalle (2400 spett.) |

| Berna 27 gennaio 2006, ore 20:15 UTC+1 | Norvegia | 28 – 32 (14-20) | Croazia | Wankdorfhalle (2500 spett.) |

| Berna 29 gennaio 2006, ore 17:00 UTC+1 | Croazia | 29 – 30 (12-17) | Russia | Wankdorfhalle (2500 spett.) |

| Berna 29 gennaio 2006, ore 19:10 UTC+1 | Portogallo | 27 – 37 (12-17) | Norvegia | Wankdorfhalle (2400 spett.) |

## Seconda fase
|  | Qualificata alle semifinali              |
|  | Qualificata alla finale per il 5º posto. |

### Gruppo I (Basilea)
| Squadra  | G | V | N | P | GF  | GS  | DR  | Punti |
| -------- | - | - | - | - | --- | --- | --- | ----- |
| Spagna   | 5 | 4 | 1 | 0 | 164 | 144 | +20 | 9     |
| Francia  | 5 | 4 | 0 | 1 | 148 | 125 | +23 | 8     |
| Germania | 5 | 3 | 1 | 1 | 160 | 137 | +23 | 7     |
| Slovenia | 5 | 2 | 0 | 3 | 162 | 169 | -7  | 4     |
| Polonia  | 5 | 1 | 0 | 4 | 132 | 154 | -22 | 2     |
| Ucraina  | 5 | 0 | 0 | 5 | 126 | 163 | -37 | 0     |

| Basilea 31 gennaio 2006, ore 15:15 UTC+1 | Ucraina | 22 – 36 (13-15) | Germania | St. Jakobshalle (2000 spett.) |

| Basilea 31 gennaio 2006, ore 17:30 UTC+1 | Slovenia | 30 – 34 (11-20) | Francia | St. Jakobshalle (1900 spett.) |

| Basilea 31 gennaio 2006, ore 20:00 UTC+1 | Polonia | 25 – 34 (15-16) | Spagna | St. Jakobshalle (1800 spett.) |

| Basilea 1 febbraio 2006, ore 15:15 UTC+1 | Slovenia | 33 – 36 (16-20) | Germania | St. Jakobshalle (3100 spett.) |

| Basilea 1 febbraio 2006, ore 17:45 UTC+1 | Polonia | 21 – 31 (9-18) | Francia | St. Jakobshalle (3100 spett.) |

| Basilea 1 febbraio 2006, ore 20:00 UTC+1 | Ucraina | 29 – 31 (13-17) | Spagna | St. Jakobshalle (3000 spett.) |

| Basilea 2 febbraio 2006, ore 15:15 UTC+1 | Polonia | 24 – 32 (7-16) | Germania | St. Jakobshalle (3100 spett.) |

| Basilea 2 febbraio 2006, ore 17:45 UTC+1 | Ucraina | 20 – 30 (10-16) | Francia | St. Jakobshalle (3000 spett.) |

| Basilea 2 febbraio 2006, ore 20:00 UTC+1 | Slovenia | 33 – 39 (16-19) | Spagna | St. Jakobshalle (3100 spett.) |

### Gruppo II (San Gallo)
| Squadra             | G | V | N | P | GF  | GS  | DR  | Punti |
| ------------------- | - | - | - | - | --- | --- | --- | ----- |
| Croazia             | 5 | 4 | 0 | 1 | 155 | 146 | +9  | 8     |
| Danimarca           | 5 | 3 | 1 | 1 | 161 | 147 | +14 | 7     |
| Russia              | 5 | 3 | 0 | 2 | 143 | 140 | +3  | 6     |
| Islanda             | 5 | 2 | 1 | 2 | 159 | 156 | +3  | 5     |
| Serbia e Montenegro | 5 | 1 | 0 | 4 | 137 | 157 | -20 | 2     |
| Norvegia            | 5 | 1 | 0 | 4 | 141 | 150 | -9  | 2     |

| San Gallo 31 gennaio 2006, ore 15:45 UTC+1 | Islanda | 34 – 32 (17-15) | Russia | Kreuzbleichhalle (2200 spett.) |

| San Gallo 31 gennaio 2006, ore 18:00 UTC+1 | Danimarca | 30 – 31 (14-15) | Croazia | Kreuzbleichhalle (3000 spett.) |

| San Gallo 31 gennaio 2006, ore 20:15 UTC+1 | Serbia e Montenegro | 26 – 25 (15-16) | Norvegia | Kreuzbleichhalle (2900 spett.) |

| San Gallo 1 febbraio 2006, ore 15:45 UTC+1 | Serbia e Montenegro | 21 – 29 (8-14) | Russia | Kreuzbleichhalle (2900 spett.) |

| San Gallo 1 febbraio 2006, ore 18:00 UTC+1 | Islanda | 28 – 29 (13-13) | Croazia | Kreuzbleichhalle (3500 spett.) |

| San Gallo 1 febbraio 2006, ore 20:15 UTC+1 | Danimarca | 35 – 31 (17-15) | Norvegia | Kreuzbleichhalle (3000 spett.) |

| San Gallo 2 febbraio 2006, ore 15:45 UTC+1 | Serbia e Montenegro | 30 – 34 (16-16) | Croazia | Kreuzbleichhalle (3500 spett.) |

| San Gallo 2 febbraio 2006, ore 18:00 UTC+1 | Islanda | 33 – 36 (16-14) | Norvegia | Kreuzbleichhalle (3500 spett.) |

| San Gallo 2 febbraio 2006, ore 20:15 UTC+1 | Danimarca | 35 – 28 (13-13) | Russia | Kreuzbleichhalle (3500 spett.) |

## Fase finale
|  | Semifinali | Semifinali | Semifinali |        |         | Finale          | Finale          | Finale          |  |
|  |            |            |            |        |         |                 |                 |                 |  |
|  | Francia    | Francia    | 29         |        |         |                 |                 |                 |  |
|  | Francia    | Francia    | 29         |        |         |                 |                 |                 |  |
|  | Croazia    | Croazia    | 23         |        |         |                 |                 |                 |  |
|  | Croazia    | Croazia    | 23         |        | Francia | Francia         | 31              |                 |  |
|  |            |            |            |        | Francia | Francia         | 31              |                 |  |
|  |            |            | Spagna     | Spagna | 23      |                 |                 |                 |  |
|  | Spagna     | Spagna     | Spagna     | Spagna | 23      | 34              |                 |                 |  |
|  | Spagna     | Spagna     |            |        |         | 34              |                 |                 |  |
|  | Danimarca  | Danimarca  | 31         |        |         | Finale 3º posto | Finale 3º posto | Finale 3º posto |  |
|  | Danimarca  | Danimarca  | 31         |        |         |                 |                 |                 |  |
|  |            |            |            |        |         |                 |                 |                 |  |
|  |            |            |            |        |         | Croazia         | Croazia         | 27              |  |
|  |            |            |            |        |         | Croazia         | Croazia         | 27              |  |
|  |            |            |            |        |         | Danimarca       | Danimarca       | 32              |  |

### Semifinali
| Zurigo 4 febbraio 2006, ore 14:15 UTC+1 | Francia | 29 – 23 (12-10) | Croazia | Hallenstadion (11300 spett.) |

| Zurigo 4 febbraio 2006, ore 17:00 UTC+1 | Spagna | 34 – 31 (15-16) | Danimarca | Hallenstadion (10800 spett.) |

### Finale 5º/6º posto
| Zurigo 4 febbraio 2006, ore 11:45 UTC+1 | Germania | 32 – 30 (16-18) | Russia | Hallenstadion (6500 spett.) |

### Finale 3º/4º posto
| Zurigo 5 febbraio 2006, ore 13:30 UTC+1 | Danimarca | 32 – 27 (16-9) | Croazia | Hallenstadion (11000 spett.) |

### Finalissima
| Arbitri: | Valentyn Vakula Aleksandr Liudovyk |

| |           |                                                                                      |
| Garcia Lorenzana 6 Rocas Comas 4 Urios Fonseca 4 Romero Fernandez 3 Enterrios R. 2 Ortega Martinez 2 Ruano 1 Rodriguez V. 1 | Marcatori | 11 Karabatic 6 Abati 4 Narcisse 2 Fernandez 2 Gille 2 Guigou 2 Kempe 1 Abalo 1 Gille |

## Classifica finale
|  | Campione d'Europa, qualificata al Campionato mondiale maschile di pallamano 2007. |
|  | Qualificata al Mondiale 2007                                                      |
|  | Qualificata al Mondiale 2007 in qualità di Paese ospitante.                       |

| Pos.    | Nazione             |
| ------- | ------------------- |
| Oro     | Francia             |
| Argento | Spagna              |
| Bronzo  | Danimarca           |
| 4       | Croazia             |
| 5       | Germania            |
| 6       | Russia              |
| 7       | Islanda             |
| 8       | Slovenia            |
| 9       | Serbia e Montenegro |
| 10      | Polonia             |
| 11      | Norvegia            |
| 12      | Ucraina             |
| 13      | Ungheria            |
| 14      | Svizzera            |
| 15      | Portogallo          |
| 16      | Slovacchia          |